# 金満梨々那
金満 梨々那（かねみつ りりな、1999年8月10日 - ）は、神奈川県横須賀市出身の女子野球選手（捕手）・代表選手、野球指導者。2022年から読売ジャイアンツ女子チーム所属（1期生・初代主将）。

## 経歴
兄の影響で小学2年時にソフトボールを始めて、小学5年時に葉山町にある学童軟式で宮本和知主宰・総監督の葉山巨人軍に入団し野球を始める。中学では軟式野球部はあったが女子部員の制約や両親への金銭的負担などを考えて一度はバドミントン部に入部するも、野球が忘れられず県内の女子硬式クラブチームのオール京急に入団。女子硬式野球部がある新潟の開志学園高等学校へ進学。2017年に第1回 女子野球アジアカップでU-18日本代表に初選出され優勝に貢献し、最優秀守備選手に選ばれた。大学でも野球を続けるために平成国際大学スポーツ健康学部に進学。女子野球部で4番・キャッチャーとして主将も務め4年間で優勝を経験した。

### 巨人女子時代
2021年12月8日、読売ジャイアンツが2023年からの始動を目指す女子硬式の読売ジャイアンツ女子チームの1期生として入団内定が発表された。
2022年2月1日から12日には宮崎で女子の春季練習に参加。中でも（一部の期間であるが）巨人1軍春季キャンプの主力S班に混ざりアップなどを行ったり、全体練習内のシートノックなどに参加した（男女混合で練習するのはNPB球界で初の試み）。キャンプ地の宮崎県総合運動公園内の施設をプロが使用しない合間を縫って、球団内スタッフからも協力があり指導を受けるなど充実した練習期間となった。またこの期間中に大学の卒業論文発表があり、球場から「男女による配球の違い」をオンラインで発表したという。この年は4名で単独出場できないため、ゴールドジム女子硬式野球部の選手らと練習や試合出場をした。
2023年1月に同市出身の今村司球団代表取締役社長と地元市長を訪問し入団挨拶。球団と正式契約を結び初代主将を務める。背番号は21。球団との契約は無報酬で業務内容はジャイアンツアカデミーコーチや、二軍公式戦のボールパーソン（一部を除く）などの業務で収入を得ている。

## 選手・人物
- 6人兄弟の長女で、葉山町に縁がある[1][6]。
- 大学時代の2019年1月には阿部慎之助（2024年から一軍監督）がグアムで行った自主トレに参加した。これにはKBOの捕手も参加しており異色の自主トレと報道された[13][14][15][16]。
- 宮本和知の秘蔵っ子。背番号が「21」の理由は、宮本の現役最後の背番号だったため。
- 宮本が女子野球チームを立ち上げるきっかけのひとつになったのは、金満が葉山巨人軍2期生として入団したことであるという[17]。
- 2022年2月4日には、同じく1期生に選ばれた山下陽夏と金満が坂本勇人とオンライン対談を行った。トレーニング内容やキャプテンについてのメンタル面などを質問し、坂本は他にも質問があるならと当初の予定時間を過ぎても答えた[18]。

## 詳細情報

### 記録

#### ヴィーナスリーグ
巨人女子
 打撃記録
- 初先発出場：2023年4月16日、対秀明大学（袖ケ浦市営）、3番捕手で先発出場
- 初打席：同上
- 初安打・初打点：2023年4月22日、対アサヒトラスト（田ケ谷）、1回表に藤田捺己から1点適時左二塁打
- 初盗塁：2023年6月17日、5回裏に二盗
- 初本塁打：2023年7月16日、対アサヒトラスト 2回戦（小貝川）、1回裏に時田怜奈から左越2ラン（チーム初の本塁打）[20]